# Nekrolog 1566
Nekrolog
◄◄
| ◄
| 1562
| 1563
| 1564
| 1565
| 1566 | 1567 | 1568 | 1569 | 1570 | ► | ►►
Weitere Ereignisse | Allgemeiner Nekrolog 1566
Die Beschreibung der verstorbenen Person sollte so kurz wie möglich gehalten sein und nur deren signifikante Tätigkeit(en) enthalten.
Neue Namen ggf. auch unter dem Geburts- und Sterbedatum, also etwa unter 1. Januar und im Geburts- und Sterbejahr (2024) eintragen (nur bei entsprechender großer Wichtigkeit). Für Beispiele siehe die schon vorhandenen Artikel.
Außerdem über die fünf zuletzt Verstorbenen, zu denen es einen ausreichend guten Artikel für eine Präsentation auf der Hauptseite gibt, nach der todesbedingten Überarbeitung der Artikel ggf. auch unter Wikipedia Diskussion:Hauptseite informieren und sie am besten auch in den anderen Wikipedia-Sprachversionen eintragen. Tipp: Regelmäßig bei news.google.de nach „ist tot“, „gestorben“ oder „verstorben“ suchen.
Wenn eine Person gestorben ist, gibt es viele Seiten zu dieser Person in der Wikipedia, die davon auch betroffen sind und entsprechend aktualisiert werden müssen. Beispiele: Namenübersichtsseite, Geburtsjahr, Geburtsort-Seiten und viele mehr.
Wie finde ich die betroffenen Seiten?
Im Suchfeld auf der linken Seite gibt man den Suchbegriff so ein: „Vorname Nachname“. Dann klickt man auf Volltext und alle Seiten mit entsprechendem Suchtext werden aufgerufen. Hier sieht man dann schnell, wo auch das Todesjahr Sinn macht oder sogar ein Teil des Artikels angepasst werden muss. Auch hilft das „Werkzeug“ auf der linken Seite sehr gut, um solche Seiten aufzufinden: „Links auf diese Seite“. Somit ist die Wikipedia wieder aktuell in allen Bereichen! Hinweis: bei Eintragung der Kategorie „Gestorben JAHR“ wird der Missbrauchsfilter 49 ausgelöst, was jedoch nicht schlimm ist. Siehe: Spezial:Missbrauchsfilter/49
Dies ist eine Liste von im Jahr 1566 verstorbenen bekannten Persönlichkeiten. Die Einträge erfolgen innerhalb der einzelnen Daten alphabetisch sortiert. Tiere sind im Nekrolog für Tiere zu finden.

## Januar
| Tag        | Name                  | Beruf, bekannt als                                                                   | Alter | Beleg |
| ---------- | --------------------- | ------------------------------------------------------------------------------------ | ----- | ----- |
| 6. Januar  | Francesco II. Gonzaga | Bischof von Mantua                                                                   | 27    |       |
| 6. Januar  | Jan van Utenhove      | flämischer Humanist und reformierter Theologe                                        |       |       |
| 7. Januar  | Louis de Blois        | französischer Benediktiner, Reformator des Benediktinerordens und mystischer Dichter |       |       |
| 16. Januar | Basilius Monner       | deutscher Rechtswissenschaftler                                                      |       |       |

## Februar
| Tag         | Name                      | Beruf, bekannt als                         | Alter | Beleg |
| ----------- | ------------------------- | ------------------------------------------ | ----- | ----- |
| 3. Februar  | Georg Cassander           | deutscher Theologe und Humanist            | 52    |       |
| 7. Februar  | Anna von Fulach           | eidgenössische Äbtissin                    |       |       |
| 11. Februar | Jan Hodějovský z Hodějova | böhmischer Adeliger und Humanist und Mäzen | 70    |       |

## März
| Tag      | Name                     | Beruf, bekannt als                                                   | Alter | Beleg |
| -------- | ------------------------ | -------------------------------------------------------------------- | ----- | ----- |
| 9. März  | David Rizzio             | italienischer Musiker; Privatsekretär und Günstling von Maria Stuart |       |       |
| 23. März | Wolfgang                 | Fürst von Anhalt-Köthen                                              | 73    |       |
| 28. März | Siegmund von Herberstein | österreichischer kaiserlicher Rat und Gesandter am Russischen Hof    | 79    |       |

## April
| Tag       | Name                        | Beruf, bekannt als                                          | Alter | Beleg |
| --------- | --------------------------- | ----------------------------------------------------------- | ----- | ----- |
| 3. April  | Gerhard Nennius             | deutscher Mediziner, Mathematiker und Hochschullehrer       |       |       |
| 4. April  | Daniele da Volterra         | italienischer Maler und Bildhauer                           |       |       |
| 18. April | Johann Draconites           | deutscher Theologe, humanistischer Philosoph und Reformator |       |       |
| 20. April | Hans Dietrich von Gemmingen | Grundherr in Heimsheim, Mühlhausen und Weinfelden           |       |       |
| 22. April | Diana von Poitiers          | Mätresse Heinrichs II.                                      |       |       |
| 25. April | Louise Labé                 | französische Dichterin                                      |       |       |
| 29. April | Jean Suau                   | Kardinal und römisch-katholischer Bischof                   |       |       |
| April     | Francesco Lismanini         | italienischer Reformator in Polen                           |       |       |

## Mai
| Tag     | Name               | Beruf, bekannt als                                                            | Alter | Beleg |
| ------- | ------------------ | ----------------------------------------------------------------------------- | ----- | ----- |
| 3. Mai  | Johannes Lening    | deutscher evangelischer Theologe und Reformator                               | 75    |       |
| 8. Mai  | Alvise Corner      | italienischer Humanist, Agrarökonom, Schriftsteller, Villenbesitzer und Mäzen |       |       |
| 10. Mai | Leonhart Fuchs     | deutscher pflanzenkundiger Mediziner                                          | 65    |       |
| 11. Mai | Leonhard Gnetzamer | deutscher Benediktinerabt                                                     |       |       |
| 26. Mai | Antonio de Cabezón | spanischer Komponist und Organist                                             | 56    |       |
| 31. Mai | Georg Buchholzer   | deutscher Theologe, Reformator                                                |       |       |

## Juni
| Tag     | Name               | Beruf, bekannt als                                       | Alter | Beleg |
| ------- | ------------------ | -------------------------------------------------------- | ----- | ----- |
| 4. Juni | Matthaeus Collinus | tschechischer Lehrer und Schriftsteller                  |       |       |
| 7. Juni | Philipp Gallicius  | reformierter Theologe, Kirchenlieddichter und Reformator | 62    |       |

## Juli
| Tag      | Name                     | Beruf, bekannt als                                           | Alter | Beleg |
| -------- | ------------------------ | ------------------------------------------------------------ | ----- | ----- |
| 2. Juli  | Nostradamus              | französischer Arzt und Seher                                 | 62    |       |
| 6. Juli  | Margarethe von der Saale | Ehefrau von Landgraf Philipp von Hessen                      |       |       |
| 18. Juli | Bartolomé de Las Casas   | Dominikaner und Jurist in den spanischen Kolonien in Amerika |       |       |
| 29. Juli | Bartholomeus Tinnappel   | Bürgermeister der Hansestadt Lübeck                          |       |       |

## August
| Tag        | Name                                 | Beruf, bekannt als                                                          | Alter | Beleg |
| ---------- | ------------------------------------ | --------------------------------------------------------------------------- | ----- | ----- |
| 4. August  | Girolamo Della Robbia                | italienischer Bildhauer und Architekt                                       | 78    |       |
| 4. August  | Christoph von Oldenburg              | deutscher Adliger                                                           |       |       |
| 10. August | Bartholomaeus Rieseberg              | deutscher evangelischer Theologe                                            | 73    |       |
| 16. August | Arnold Burenius                      | deutscher Humanist und Professor für Philosophie an der Universität Rostock |       |       |
| 19. August | Elisabeth von Braunschweig-Calenberg | Gräfin von Henneberg                                                        | 40    |       |
| 28. August | Arndt Siemerding                     | deutscher Bildhauer und früher Vertreter der Renaissance in Hannover        |       |       |

## September
| Tag           | Name                        | Beruf, bekannt als                                                    | Alter | Beleg |
| ------------- | --------------------------- | --------------------------------------------------------------------- | ----- | ----- |
| 5. September  | Johannes Fabricius Montanus | Bündner Reformator und neulateinischer Dichter des Humanismus         |       |       |
| 6. September  | Ambrosius Schlumpf          | Schweizer Bürgermeister                                               |       |       |
| 7. September  | Ivan I. Drašković           | kroatischer Adliger                                                   |       |       |
| 7. September  | Süleyman I.                 | Sultan des Osmanischen Reichs (1520–1566)                             |       |       |
| 8. September  | Nikola Šubić Zrinski        | kroatisch-ungarischer Feldherr und Verteidiger von Szigetvár bei Pécs |       |       |
| 9. September  | Claus Horn                  | schwedischer Seeheld                                                  |       |       |
| 13. September | Sigismund von Brandenburg   | Erzbischof von Magdeburg und Bischof von Halberstadt                  | 27    |       |
| 16. September | Lorenz Hiel                 | deutscher Mediziner und Botaniker                                     |       |       |
| 20. September | Giovanni Valentino Gentile  | italienischer Humanist                                                |       |       |
| 22. September | Johannes Agricola           | deutscher Reformator                                                  | 72    |       |
| 27. September | Marcus Hieronymus Vida      | italienischer Dichter und Humanist                                    |       |       |

## Oktober
| Tag         | Name                       | Beruf, bekannt als                                             | Alter | Beleg |
| ----------- | -------------------------- | -------------------------------------------------------------- | ----- | ----- |
| 10. Oktober | Tiberio Crispo             | Kardinal der katholischen Kirche                               | 68    |       |
| 13. Oktober | Zilia Dandolo              | Ehefrau des Dogen Lorenzo Priuli                               |       |       |
| 17. Oktober | Paul Neefe                 | Tuchhändler und Bürgermeister der Stadt Chemnitz               |       |       |
| 28. Oktober | Johann Funck               | deutscher evangelischer Theologe                               | 48    |       |
| 30. Oktober | Johann Valentin Furtmüller | Tischler und den Täufern nahestehender Theologe und Reformator |       |       |
| 31. Oktober | Richard Edwards            | englischer Komponist                                           |       |       |
| 31. Oktober | Matthias von Sittard       | dominikanischer Theologe, kaiserlicher Hofprediger             | 44    |       |
| Oktober     | Jacopo Gastaldi            | italienischer Kartograf                                        |       |       |
| Oktober     | Jacobus de Dacia           | dänischer Franziskaner                                         |       |       |

## November
| Tag          | Name                         | Beruf, bekannt als                                                | Alter | Beleg |
| ------------ | ---------------------------- | ----------------------------------------------------------------- | ----- | ----- |
| 3. November  | Jakob Funkelin               | reformierter Theologe und Dramatiker                              |       |       |
| 14. November | Pier Francesco Ferrero       | italienischer Kardinal der katholischen Kirche                    |       |       |
| 17. November | Raffaellino del Colle        | italienischer Maler                                               |       |       |
| 21. November | Annibale Caro                | italienischer Dichter                                             | 59    |       |
| 22. November | Domenico Cubelles            | spanischer römisch-katholischer Geistlicher und Bischof von Malta |       |       |
| 27. November | Froben Christoph von Zimmern | Verfasser der „Zimmerischen Chronik“                              | 47    |       |
| 29. November | Nikolaus Gromann             | Baumeister der Renaissance                                        |       |       |

## Dezember
| Tag          | Name                                | Beruf, bekannt als                                                | Alter | Beleg |
| ------------ | ----------------------------------- | ----------------------------------------------------------------- | ----- | ----- |
| 4. Dezember  | Georg von Braunschweig-Wolfenbüttel | letzter katholischer Erzbischof von Bremen und Bischof von Verden | 72    |       |
| 10. Dezember | Georg Bombastus von Hohenheim       | Großprior des deutschen Johanniterordens                          |       |       |

## Datum unbekannt
| Tag | Name                                 | Beruf, bekannt als | Alter | Beleg |
| --- | ------------------------------------ | --- | ----- | ----- |
|     | Jacomo Bassano                       | italienischer Musiker                                                                                                 |       |       |
|     | Pierre Boaistuau                     | französischer Herausgeber, Schriftsteller und Übersetzer                                                              |       |       |
|     | Hans Clauert                         | Narr |       |       |
|     | Wolf Hünerkopf                       | deutscher Bergmeister, Münzmeister und Gutsbesitzer                                                                   |       |       |
|     | Paulus Klautendorffer                | deutscher Kirchenlieddichter                                                                                          |       |       |
|     | Lambert Lombard                      | Renaissance-Maler, Architekt und Humanist                                                                             |       |       |
|     | Wigand Orth                          | deutscher evangelischer Theologe                                                                                      |       |       |
|     | Stanisław Orzechowski                | Vertreter der polnischen Renaissance                                                                                  |       |       |
|     | Guillaume Rondelet                   | französischer Arzt und Naturforscher                                                                                  |       |       |
|     | Wolfgang Schutzbar genannt Milchling | Hoch- und Deutschmeister                                                                                              |       |       |
|     | Georg Seyfridt der Jüngere           | Arzt und neulateinischer Dichter                                                                                      |       |       |
|     | Bartholomaeus Suawe                  | evangelischer Theologe und Reformator                                                                                 |       |       |
|     | Anton Thurler                        | Dresdner Ratsherr und Bürgermeister                                                                                   |       |       |
|     | Diego de Torralva                    | portugiesischer Architekt                                                                                             |       |       |
|     | Tsharchen Losel Gyatsho              | Oberhaupt der Tsar-Tradition, der Sakya-Unterschule des tibetischen Buddhismus; Gründer des Klosters Dar Thrangmochen |       |       |
|     | Taddeo Zuccari                       | italienischer Maler                                                                                                   |       |       |